# 网球花胺
网球花胺是一种来自石蒜科的具有文殊兰碱结构的生物鹼，化学式为C17H19NO4。(+)-网球花胺可以D-葡萄糖为原料经多步反应合成得到。它在吡啶存在下和乙酸酐反应，可以得到11-乙酰基网球花胺。